# Iabtju
Iabtju (auch Iabtiu) bezeichnete in der ägyptischen Sprache eines der Neunbogenvölker. In den unter anderem aus Tanis und Tebtynis stammenden Listen der Neunbogenvölker werden den „Iabtju“ in einer Zusatzerklärung die Synonyme „Oberägypten“ und „Land des oberägyptischen Königs (Pharao)“ zugeordnet. 
Die Gebiete der Iuntiu, Mentju-nu-Setjet (asiatische Beduinen), Ascheru-Syrer, Setjet (dt. „Asiaten“), Chaset-charu (dt. „Syrische Wüste“) sowie Hau-nebut werden in diesen Listen als Neunbogenvölker gesondert aufgeführt. Die Region „Iabtju“ bezog sich auf die Bewohner der östlich gelegenen Wüstengebiete, die bis zu den Grenzen der Mentju reichten.